# Juan Manuel Molina Mateo
Pour les articles homonymes, voir Molina et Mateo (homonymie).
Juan Manuel Molina Mateo, né le 4 août 1901 à Jumilla, près de Murcie, en Espagne, et mort le 20 septembre 1984 à Barcelone, est un militant anarcho-syndicaliste espagnol de la Confédération nationale du travail et membre fondateur de la Fédération anarchiste ibérique.

## Militant anarchiste
Encore enfant, il travaille sur les terres de ses parents, et il n'a pas quinze ans quand il découvre l'anarchisme à travers ses lectures.
Il refuse d'accomplir son service militaire et part pour Barcelone où il vit sous une fausse identité. Il y milite au sein des syndicats et des groupes anarchistes. Il est membre du Comité national de la CNT et secrétaire de la Commission des relations nationales provisoires des groupes anarchistes lors du Plénum anarchiste catalan de 1922.
Il fait la connaissance de Lola Iturbe, cofondatrice de l'organisation féminine libertaire Mujeres Libres
Poursuivi pour ses activités politiques, il s'exile en France en 1926. Il est le secrétaire général des Groupes anarchistes de langue espagnole et à ce titre joue un rôle déterminant, en 1927, lors de la fondation de la Fédération anarchiste ibérique (FAI).
Arrêté, il est interné dans différentes prisons avant d'être expulsé de France. Il rejoint alors Bruxelles et devient membre, aux côtés de Francisco Ascaso et Buenaventura Durruti, du Comité de Défense Anarchiste International jusqu'en 1929.
Début 1930, il retourne à Barcelone pour reprendre le secrétariat du Comité péninsulaire de la FAI en remplacement de José Elizalde, poste qu’il occupe jusqu’en 1936, à l’exception de 1932 où, emprisonné pour insoumission, il est remplacé par Juan Garcia Oliver. Pendant cette période, il est le directeur de l'hebdomadaire de la FAI, Tierra y libertad et de la revue Tiempos Nuevos.

## Révolution sociale espagnole de 1936, exil et prison
Le 19 juillet 1936, lors du coup d'État franquiste, il participe aux combats de rues. Impliqué dans la révolution sociale espagnole de 1936, il est responsable au ravitaillement puis sous-secrétaire à la défense de la Generalitat de Catalogne jusqu’aux affrontements des journées de mai 1937 à Barcelone.
Pendant la guerre d'Espagne, il occupe plusieurs postes civils et militaires, membre du Comité péninsulaire de la FAI et il est le commissaire des Xe et XIe Corps de l'armée républicaine.
En 1939, à la fin de la guerre, lors de la Retirada, il se réfugie en France avec sa compagne Lola Iturbe.
Il est alors délégué de la Commission générale du Mouvement Libertaire Espagnol (MLE) en exil dans les camps de concentration du Sud de la France. Il est lié aux groupes d'action de Francisco Ponzán Vidal, il facilite la fuite en France de nombreux persécutés du franquisme.
Il combat dans les rangs de la Résistance intérieure française contre les nazis.
En février 1946, il passe clandestinement en Espagne, et assume le secrétariat du Comité national clandestin et de l'Alliance Nationale des Forces Démocratiques (ANFD).
Le 7 avril 1946, il est arrêté, lors d’une vaste rafle où sont détenus près de 80 militants et l’ensemble du Comité national de la CNT. Traduit devant un conseil de guerre en novembre 1947, il est condamné à 15 ans de prison.
Remis en liberté conditionnelle en 1953, il revient en France.
En 1960 après la réunification de la CNT, il est nommé au Secrétariat intercontinental (SI) comme délégué de l’Association internationale des travailleurs (anarcho-syndicaliste). En 1976, il participe à la reconstruction de la CNT de l'intérieur (en Espagne).

## Œuvres
- Avec Diego Abad de Santillán, La insurrección anarquista del 8 de diciembre de 1934, Barcelone 1934.
- Noche sobre España. Siete años en las prisiones de Franco, Mexico, 1958.
- España libre (compilation et traduction de l'œuvre de Albert Camus, Mexico 1966[10].
- El movimiento clandestino en España 1939-1949, Mexico 1976.
- El comunismo totalitario, Mexico, 1982.

## Notices
- L'Éphéméride anarchiste : notice biographique.
- René Bianco, 100 ans de presse anarchiste : notice.
- Dictionnaire des guérilleros et résistants antifranquistes : notice biographique.
- (ca) « Juan Manuel Molina », Gran Enciclopèdia Catalana, sur enciclopedia.cat, Barcelone, Edicions 62..
- (es) Miguel Iñiguez, Esbozo de una Enciclopedia histórica del anarquismo español, Fundación de Estudios Libertarios Anselmo Lorenzo, Madrid, 2001, pp. 410-411.